# WILD EYES
《WILD EYES》是水樹奈奈的第11張單曲，由KING RECORDS於2005年5月18日發售。

## 解説
「WILD EYES」和「HIME MURASAKI」這兩首曲目均為動畫「BASILISK甲賀忍法帖」的片尾曲。

## 收錄曲
1. WILD EYES
  - 作詞：水樹奈奈、作曲・編曲：飯田高廣
  - 電視動畫「BASILISK甲賀忍法帖」片尾曲
2. HIME MURASAKI（ヒメムラサキ）
  - 作詞：水樹奈奈、作曲・編曲：飯田高廣
  - 電視動畫「BASILISK甲賀忍法帖」片尾曲
3. 76th Star
  - 作詞：Nokko・、作曲：土橋安騎夫、編曲：五十嵐公太
  - 廣播劇CD「イタズラなKiss」片頭曲
  - REBECCA的翻唱版
4. 
  - 作詞：水樹奈奈、作曲・編曲：五十嵐公太
  - 廣播劇CD「イタズラなKiss」片尾曲